# Distretto di Mogami
Il distretto di Mogami (最上郡, Mogami-gun?) è uno dei distretti della prefettura di Yamagata, in Giappone.
Attualmente fanno parte del distretto i comuni di Funagata, Kaneyama, Mamurogawa, Mogami, Ōkura, Sakegawa e Tozawa.
| Controllo di autorità | VIAF (EN) 151293189 · LCCN (EN) n82086360 · J9U (EN, HE) 987007550415305171 · NDL (EN, JA) 00634892 |